# Kirbya californica
Kirbya californica là một loài ruồi trong họ Tachinidae.